# Valeri Belooussov
Pour les articles homonymes, voir Belooussov.
Valeri Konstantinovitch Belooussov (en russe Валерий Константинович Белоусов, prononcer « Belo-oussov », retranscrit en anglais Valery Belousov) est un joueur professionnel soviétique puis russe de hockey sur glace, né le 17 décembre 1948 à Novoouralsk (alors en URSS) et mort le 16 avril 2015 à Tcheliabinsk (Russie).
Il est devenu entraîneur après sa carrière de joueur.

## Biographie
Il commence sa carrière au Kedr Sverdlovsk en 1964. De 1968 à 1971, il rejoint le Spoutnik Nijni Taguil puis part au Traktor Tcheliabinsk dans le URSS jusqu'en 1982. Après deux saisons au Japon, il passe un an au Metallourg Tcheliabinsk avant de s'engager au Metallourg Magnitogorsk en 1985. Il met un terme à sa carrière de joueur en 1987.
Il a représenté l'URSS à 8 reprises (un but) en 1976. Il a participé à la Coupe Canada 1976.
Il devient entraîneur du Traktor jusqu'en 1996 où il dirige le Metallourg Magnitogorsk. Il a mené l'équipe au titre de Champion de Russie 1999, 2001 et à la victoire en Ligue européenne de hockey 1999 et 2000. Il a remporté la Superliga 2004 et la Coupe des champions 2005 avec l'Avangard Omsk.

## Trophées et honneurs personnels

### Kontinentalnaïa Hokkeïnaïa Liga
- 2012 : nommé entraîneur de la conférence Est au quatrième Match des étoiles.
- 2013 : nommé entraîneur de la conférence Est lors du Match des étoiles.

## Statistiques
Pour les significations des abréviations, voir Statistiques du hockey sur glace.

### En club
| Saison    | Équipe               | Ligue |    | Saison régulière | Saison régulière | Saison régulière | Saison régulière | Saison régulière |   | Séries éliminatoires | Séries éliminatoires | Séries éliminatoires | Séries éliminatoires | Séries éliminatoires |
| Saison    | Équipe               | Ligue | PJ | B                | A                | Pts              | Pun              | PJ               | B | A                    | Pts                  | Pun                  |                      |                      |
| 1978-1979 | Traktor Tcheliabinsk | URSS  | 44 | 22               | 20               | 42               | 24               |                  |   |                      |                      |                      |                      |                      |
| 1979-1980 | Traktor Tcheliabinsk | URSS  | 44 | 17               | 21               | 38               | 17               |                  |   |                      |                      |                      |                      |                      |
| 1980-1981 | Traktor Tcheliabinsk | URSS  |    | 22               | 34               | 56               | 12               |                  |   |                      |                      |                      |                      |                      |